# Zygmunt Śliwiński
Edmund Śliwiński (ur. 25 grudnia 1921 w Łodzi, zm. 2007) – polski entomolog.

## Życiorys
W 1937 ukończył Państwową Szkołę Techniczno-Przemysłową w Łodzi. Od 1949 przez rok był asystentem w Miejskim Muzeum Przyrodniczym, następnie do 1962 w Instytucie Zoologii PAN, a od 1962 do 1964 i od 1975 do 1982 w Muzeum Przyrodniczym Uniwersytetu Łódzkiego. Od 1964 do 1970 pełnił funkcję głównego entomologa w Pracowni Pomocy Naukowych Akademii Rolniczej w Poznaniu, a następnie przez pięć lat był kustoszem w Muzeum im. Antoniego hr. Ostrowskiego w Tomaszowie Mazowieckim. Przez wiele lat pełnił funkcję Przewodniczącego Łódzkiego Oddziału Polskiego Towarzystwa Entomologicznego. 
Był lepidopterologiem i koleopterologiem, prowadził prace badawcze na obszarach Wyżyny Łódzkiej, Gór Świętokrzyskich, Puszczy Białowieskiej i Bieszczadów. Był znanym organizatorem wystaw entomologicznych i dydaktykiem. Jego dorobek naukowy obejmuje 80 publikacji, w tym 43 prace naukowe i 3 zeszyty z serii Klucze do Oznaczania Owadów Polski. Stworzył kolekcję owadów liczącą łącznie około 35 tysięcy okazów, w tym 30 tysięcy to okazy krajowe, a 5 tysięcy egzotyczne. Jest ona własnością Muzeum Przyrodniczego Uniwersytetu Łódzkiego. 

## Odznaczenia
- Krzyż Kawalerski Orderu Odrodzenia Polski,
- Medal Uniwersytetu Łódzkiego „W służbie Nauki i Społeczeństwa”,
- Złota Odznaka Polskiego Towarzystwa Entomologicznego
- Medal „Za Zasługi dla Rozwoju Polskiego Towarzystwa Entomologicznego”.